# Силиврия
Силиврия (на турски: Silivri, Силиври, на гръцки: Σηλυβρία, Силиврия) е град в Източна Тракия, Турция, център на околия Силиврия във вилает Истанбул.

## География
Градът се намира на Цариградския полуостров на северния бряг на Мраморно море. Отдалечен е на 67 километра западно от вилаетския център Истанбул.

## История
При избухването на Балканската война в 1912 година един човек от Силиврия е доброволец в Македоно-одринското опълчение.

## Личности
Родени в Силиврия
- Александър Триандафилидис (1840 – 1894), гръцки духовник
- Херодик (5 век пр.н.е.), древногръцки лекар
- Гарабед Костанян (1888 – ?), македоно-одрински опълченец, 2 рота на 12 лозенградска дружина[2]
- Свети Нектарий Егински (светско име Анастасиос Кефалас, 1846 – 1920), светец, Пентаполски епископ
- Сократ Ставридис (1866 – 1944), гръцки духовник
- Софроний Стамулис (1875 – ?), гръцки духовник

Починали в Силиврия
- Пахомий I Константинополски (? - 1513), гръцки духовник

## Други
На Силиврия е наречена улица в квартал „Гоце Делчев“ в София (Карта).